# دم‌نوش برگ قهوه

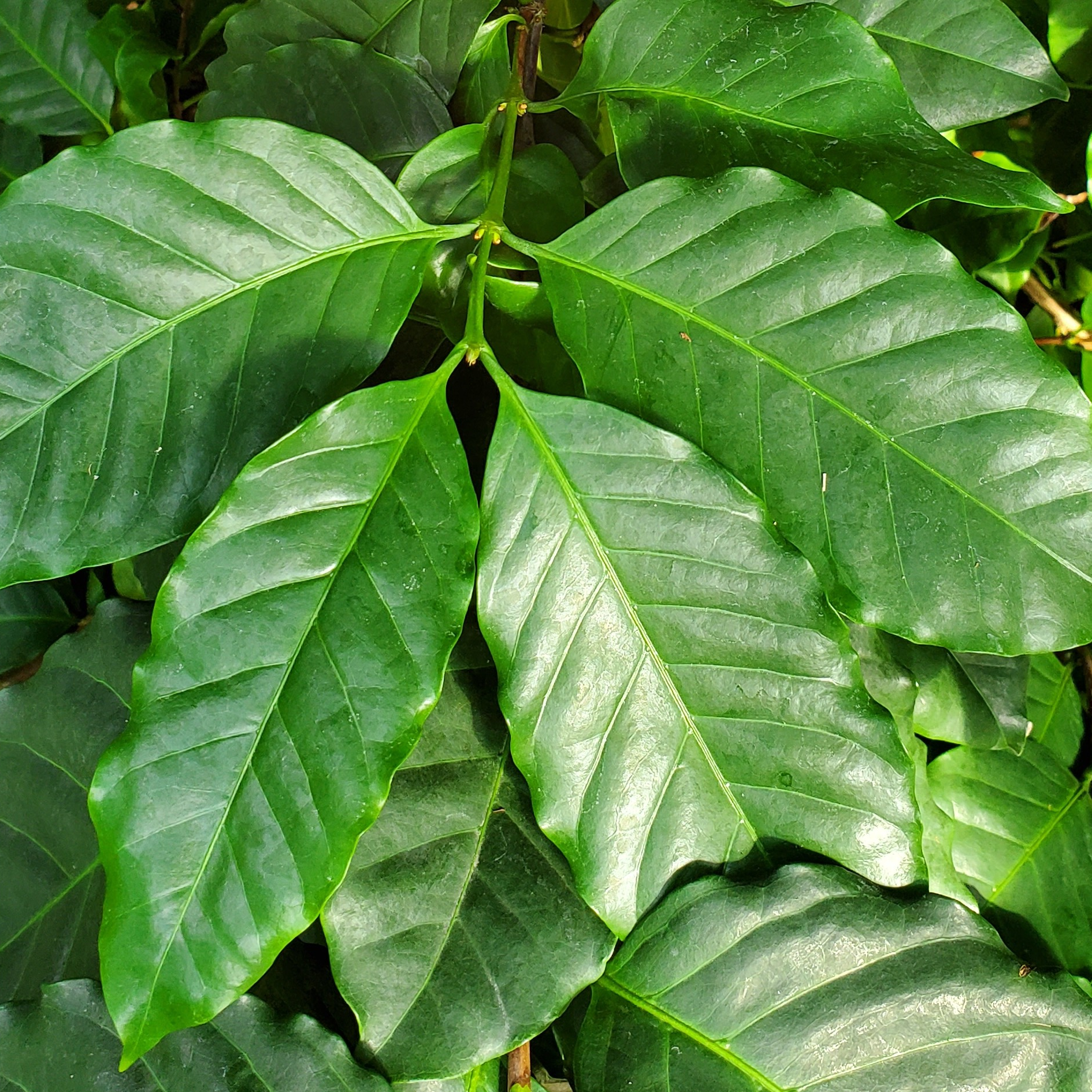
برگ قهوه

دمنوش برگ قهوه نوعی دم‌نوش است که از برگ گیاه قهوه (یا قهوه کانفورا یا قهوه عربیکا) تهیه می‌شود. این برگها بعد از اینکه بو داده شدند،  ممکن است آسیاب یا خرد شوند، سپس در آب گرم شبیه به چای دم کرد و نوشید. نوشیدنی حاصل طعمی مشابه چای سبز دارد، اما مقدار کافئین آن نسبت به چای معمولی یا قهوه کمتر است. برگ‌های قهوه از نزدیک شبیه برگ‌ها و ساقه‌های یربا ماته است. (Ilex paraguariensis). در بعضی از مناطق مانند سوماترا و اتیوپی فقط برگها از گیاه قهوه گرفته می‌شود و میوه‌ها روی بوته باقی می‌مانند.
همه ما می دانیم که دانه های قهوه آسیاب شده یک نوشیدنی خوش طعم با فواید زیادی برای سلامتی است، اما مشخص شده است که برگ های قهوه آسیاب شده ممکن است حتی بهتر باشند.محققان انگلیسی و فرانسه کشف کرده‌اند که چای تهیه‌شده از برگ‌های قهوه حاوی آنتی‌اکسیدان‌ها و ترکیبات مفید بیشتری نسبت به چای یا قهوه معمولی استمحققان باغ‌های گیاه‌شناسی سلطنتی در کیو، لندن، و موسسه تحقیقات و توسعه در مونپلیه، فرانسه دریافتند که برگ‌های قهوه حاوی یک ماده شیمیایی طبیعی به نام مانگیفرین در انبه است.نشان داده شده است که Mangiferin با التهاب مبارزه می کند، کلسترول را کاهش می دهد و حتی سطح قند خون را ثابت نگه می دارد.جالب اینجاست که به نظر می‌رسد منگیفرین فقط در برگ‌های گیاه قهوه یافت می‌شود، نه دانه‌ها
نظرات لزلی بک:
او می‌گوید در حالی که چای با برگ قهوه در اندونزی و اتیوپی رایج بوده است، تاکنون هیچ‌کس واقعاً فواید سلامتی آن را ارزیابی نکرده است.او پس از انجام تحقیقاتی در این باره گفت: یافته غافلگیرکننده این بود که برگ‌ها دارای غلظت بالایی از آنتی اکسیدان‌ها بودند – بالاتر از چای یا قهوه معمولی که به دلیل محتوای آنتی‌اکسیدانی‌شان معروف هستند.مهم است به خاطر داشته باشید که فقط به این دلیل که برگ‌ها حاوی این ترکیبات مفید هستند، به این معنا نیست که نوشیدن چای به طور منظم از مواردی مانند دیابت یا بیماری قلبی محافظت می‌کند.پس چرا چای برگ قهوه تا به حال محبوبیت پیدا نکرده است؟ خوب، به نظر نمی رسد این به دلیل عدم تلاش باشدبک می‌گوید از شنیده‌هایش، طعم چای با برگ قهوه تقریباً شبیه چای است.او می‌گوید: «من طعم آن را نچشیده‌ام، اما شنیده‌ام که طعم خاکی تازه‌ای دارد، بسیار شبیه چای سبز، اما نه به تلخی. طعم آن به هیچ وجه شبیه قهوه نیست. و جالب اینجاست که کافئین آن بسیار کمتر از چای یا قهوه معمولی استهمچنین می گوید در این بین، قهوه و چای در مطالعات انسانی فواید زیادی برای سلامتی دارند.اما برای بهره‌مندی از مزایای سلامتی، بک توصیه می‌کند نوشیدنی را کم کالری نگه دارید: «فقط یک قطره شیر به آن اضافه کنید و شکر و خامه و همه آن لاته‌های غنی را کنار بگذارید